# بوریس شوتس
بوریس شوتس (انگلیسی: Borys Shvets؛ زادهٔ ۲۰ اوت ۱۹۹۱) ورزشکار اهل اوکراین است.

## حرفه
وی همچنین از قایقرانان بادبانی در بازی‌های المپیک تابستانی ۲۰۱۶ بوده‌است.